# YPbPr

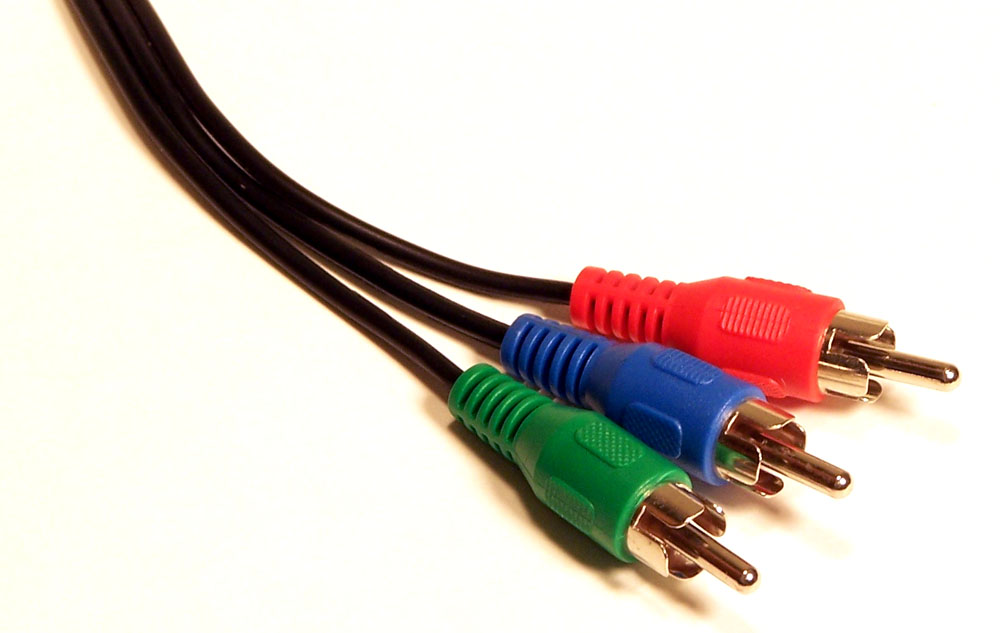
Connecteur Y'PbPr.

Le connecteur YPbPr ou plus précisément connecteur Y'PbPr, encore appelé composante ou connecteur Y'UV est un connecteur analogique capable d'afficher la haute définition.
Il achemine uniquement les signaux vidéo mais pas le son. Pour avoir le son, il faut ajouter un câble audio RCA ou, mieux, numérique (coaxial ou optique) si le téléviseur est équipé d'une telle entrée. C'est une alternative au connecteur HDMI qui lui est un connecteur numérique, donc, du moins en théorie, meilleur que le Y'PbPr et de plus achemine l'image et le son.
- Y' transporte le signal de luminance (il ne doit pas être confondu avec la luminance relative notée Y, le symbole prime de Y' indiquant une correction gamma), et les signaux de synchronisation trame (Vertical) et lignes (Horizontal) ;
- Pb transporte la différence entre le bleu et la luminance (Y' - B) ;
- Pr transporte la différence entre le rouge et la luminance (Y' - R).

Ces différentes composantes correspondent à l’espace de couleur Y'CbCr.